# Liste der Bodendenkmale in Beiersdorf-Freudenberg
In der Liste der Bodendenkmale in Beiersdorf-Freudenberg sind alle Bodendenkmale der brandenburgischen Gemeinde Beiersdorf-Freudenberg und ihrer Ortsteile aufgelistet. Grundlage ist die Veröffentlichung der Landesdenkmalliste mit dem Stand vom 31. Dezember 2020.
Die Baudenkmale sind in der Liste der Baudenkmale in Beiersdorf-Freudenberg aufgeführt.

## Bodendenkmale
| Gemarkung          | Flur | Kurzansprache                                                           | Bodendenkmalnummer | Bemerkung | Bild |
| ------------------ | ---- | ----------------------------------------------------------------------- | ------------------ | --------- | ---- |
| Beiersdorf (Lage)  | 4    | Siedlung Steinzeit, Einzelfund deutsches Mittelalter                    | 60039              |           |      |
| Beiersdorf (Lage)  | 2, 4 | Altstadt deutsches Mittelalter, Altstadt Neuzeit, Siedlung Urgeschichte | 60511              |           |      |
| Freudenberg (Lage) | 5    | Hügelgräberfeld Urgeschichte                                            | 60087              |           |      |
| Freudenberg (Lage) | 3    | Dorfkern deutsches Mittelalter, Dorfkern Neuzeit                        | 60088              |           |      |